# Gabú
Gabú – miasto we wschodniej Gwinei Bissau. Stolica regionu Gabú. Liczy 14 tys. mieszkańców. Trzecie co do wielkości miasto kraju.